# Paulo Sérgio (Fußballspieler, 1954)
Paulo Sérgio de Oliveira Lima, alias Paulo Sérgio (* 24. Juli 1954 Rio de Janeiro) ist ein ehemaliger brasilianischer Fußballspieler. Er spielte als Torwart.
Seine Karriere dauerte von 1972 bis 1988. Während dieser Zeit spielte er für folgende Vereine: 
- 1972–1975 Fluminense FC
- 1976 CS Alagoano
- 1977 Volta Redonda FC
- 1978–1979 Americano FC (RJ)
- 1980–1984 Botafogo FR
- 1985 Goiás EC
- 1985 CR Vasco da Gama
- 1986 Vasco da Gama
- 1987–1988 America FC (RJ)[1]

Er spielte zwischen Mai 1981 und Mai 1982 dreimal für Brasilien. Für Brasilien nahm er an der Weltmeisterschaft 1982 in Spanien teil kam aber nicht zum Einsatz.
Von 1995 bis 1998 nahm er als Torhüter an den Beachsoccer-Weltmeisterschaften teil. Im brasilianischen Beachsoccer-Verband war er als Funktionär tätig.

## Erfolge
- Staatsmeisterschaft von Rio de Janeiro: 1973
- Staatsmeisterschaft von Rio de Janeiro: 1975
- Bester Torwart bei den Beachsoccer-Weltmeisterschaften 1995 bis 1998